# SCH
VV SCH (Sport Club Hees) was een Nederlandse amateurvoetbalvereniging uit Nijmegen.

## Geschiedenis
De club werd op 23 januari 1921 opgericht als Nijmegen-Hees-Combinatie (N.H.C.) in het inmiddels bij de stad behorende dorp Hees. Op 1 december 1926 werd besloten tot een naamsverandering, omdat verwarring met de eveneens Nijmeegse club H.N.C.  te voorkomen. In het seizoen 1926/27 kwam SCH te spelen op het sportpark "de Biezen" aan de Rivierstraat, waar het tot de opheffing van de club gevestigd was.
Vroeg in de jaren '30 speelde SCH in de Tweede klasse tegen onder meer N.E.C. en Quick. Aan het eind van het seizoen 1934/35 werd de club kampioen en promoveerde men naar de Eerste klasse van Oost na promotie-degradatiewedstrijden tegen Hengelo en Vitesse. Daar werd SCH in het seizoen 1935/36 met slechts 6 punten afgetekend laatste en degradeerde weer.
Na de Tweede Wereldoorlog werden veel nieuwe woningen in het Waterkwartier gebouwd, waardoor het ledenaantal van SCH steeg. De club kreeg er een supportersvereniging, een mondharmonicavereniging en een wandelvereniging bij. Op 30 april 1971 werd met een dameselftal gestart. SCH had daarmee het vierde Nijmeegse dameselftal, de SJN, Nico de Bree fanclub en Amro bank hadden al reeds een dameselftal.
In het seizoen 1988/89 degradeerde SCH naar de "afdeling Nijmegen". In het opvolgende seizoen werd de club kampioen, daarna oostelijk kampioen en in Zeist ook algeheel landskampioen der afdelingen. In het seizoen 1990/91 werd via nacompetitie promotie gerealiseerd naar de Derde klasse en in 1996/97 volgde na een kampioenschap promotie naar de Tweede klasse. In 1997/98 werd SCH direct kampioen promoveerde men voor het eerst in 63 jaar naar de Eerste klasse.
Na een tweejarig verblijf in deze klasse degradeerde SCH binnen twee jaar weer naar de Derde klasse. In het seizoen 2002/03 kon geen eerste elftal worden samengesteld, waarna automatische degradatie naar de Vierde klasse volgde. Na een herstart aldaar degradeerde de club in het volgende seizoen naar de Vijfde Klasse, maar een jaar later werd hieruit alweer gepromoveerd. In 2008/09 degradeerde men terug naar de Vijfde Klasse via de nacompetitie.
Er waren lang plannen voor een fusie met een club uit de regio. Gesprekken met onder meer de inmiddels ter ziele gegane verenigingen SV Noviomagum, Nijmeegse Boys en SC PGEM hadden echter geen resultaat. In het seizoen 2010/11 werd SCH onder leiding van trainer Wim Wouters kampioen in de Vijfde klasse, waardoor het promoveerde naar de Vierde klasse.
In het seizoen 2016/17 kwam de club zowel in de zaterdag- als zondagafdeling met een standaardelftal uit. Het eerste zondagteam speelde in de Derde klasse van district Oost. Het eerste zaterdagteam, na jaren van onderbreking, in de Vierde klasse op het laagst mogelijke niveau. SCH kwam de laatste jaren meermaals in opspraak met incidenten tijdens wedstrijden. Na een incident in oktober 2016 met het veteranenteam haalde de KNVB alle teams van SCH uit de competitie. Nadat binnen SCH geen overeenstemming bereikt kon worden over een plan van aanpak, waarbij tevens financiële problemen en een gebrek aan kader op de achtergrond speelden, royeerde de KNVB de club op 13 januari 2017. Hierna werd de club opgeheven. In december 2017 werd de accommodatie op Sportpark De Biezen gesloopt.

## Competitieresultaten 1999–2016 (zaterdag)
| 2 4A |

| 6 3A |

|  |

|  |

|  |

|  |

|  |

|  |

|  |

|  |

|  |

|  |

|  |

|  |

|  |

|  |

| 7 4A |

| 6 4A |

| xx 4A |

| Derde klasse | Vierde klasse |

## Competitieresultaten 1927–2016 (zondag)
| 2 4D |

| 1 4D |

| 6 3D |

| 4 3D |

| 1 3C |

| 1 3C |

| 1 2B |

| 4 2B |

| 1 2B |

| 10 |

| 3 2B |

| 2 2B |

| 1 2B |

| 1 N |

| 4 2C |

| 4 2C |

| 2 2C |

| 9 2C |

|  |

| 5 2C |

| 2 2C |

| 2 2C |

| 5 2C |

| 3 2C |

| 9 2B |

| 11 2B |

| 3 3D |

| 1 3D |

| 1 3D |

| 11 2B |

| 6 2B |

| 9 2B |

| 8 2A |

| 6 2A |

| 4 2A |

| 11 2A |

| 10 2A |

| 12 2A |

| 10 3D |

| 7 3D |

| 5 3D |

| 12 3D |

| 3 4E |

| 1 4E |

| 5 3D |

| 4 3D |

| 12 3D |

| 9 4E |

| 6 4E |

| 4 4E |

| 4 4E |

| 2 4E |

| 1 4E |

| 12 3D |

| 3 4E |

| 7 4E |

| 10 4E |

| 8 4E |

| 9 4E |

| 6 4E |

| 11 4E |

| 9 4E |

| 12 4E |

|  |

| 2 4E |

| 4 3D |

| 2 3D |

| 7 3D |

| 4 3D |

| 4 3D |

| 1 3D |

| 1 2I |

| 7 1E |

| 10 1E |

| 7 2I |

| 12 2I |

|  |

| 10 4F |

| 11 4E |

| 3 5E |

| 10 4E |

| 10 4E |

| 11 4E |

| 4 5F |

| 1 5E |

| 6 4E |

| 1 4E |

| 3 3D |

| 8 3D |

| 7 3D |

| xx 3D |

| Eerste klasse | Tweede klasse | Derde klasse | Vierde klasse | Vijfde klasse | Noodcompetitie |

In elke staaf van de grafiek staat van boven naar beneden vermeld: 
- Eindnotering

Dit is de positie die de club heeft bereikt in de competitie, zonder eventuele beslissings-, play-off- of nacompetitiewedstrijden die nodig zijn geweest om bijvoorbeeld de kampioen van de competitie te bepalen.
Indien een * achter het getal staat is de notering een tussenstand en kan het zijn dat de notering niet overeenkomt met de uiteindelijke eindstand van de competitie.
Staat er een - dan is het seizoen nog bezig en is er geen definitieve uitslag bekend.
Staat er xx op de positie van de notering, dan heeft de club vroegtijdig de competitie verlaten. Dit kan onder andere komen door terugtrekking van het team, faillissement van de club of door een uitgedeelde straf van de KNVB. In veel gevallen staat elders in het artikel de reden vermeld.
Staat er een ? dan is het resultaat uit het verleden onbekend, en is alleen de competitie of het niveau bekend van dat seizoen.
In de seizoenen 2019/20 en 2020/21 werd wegens de coronacrisis het amateurvoetbal afgebroken. Daardoor kennen deze staven geen eindklassering (middels -- weergegeven).
- Competitieniveau en afdelingsletter of Officiële eindstand Eredivisie
  - Competitieniveau en afdelingsletter

Hierbij geeft het getal het niveau weer, dat ook terug te vinden is in de legenda. De letter is de afdelingsaanduiding en wordt gebruikt wanneer er meer afdelingen zijn op hetzelfde niveau. De afdelingsletter is altijd een hoofdletter en wordt meestal zonder nummer gebruikt.
Voorbeeld: 2F is niveau 2e klasse competitie F.
Het competitieniveau en nummer wordt niet vermeld wanneer er slechts één competitie van dit niveau was.
  - Officiële eindstand Eredivisie (getal staat tussen haakjes vermeld)

Sinds de introductie van play-offwedstrijden voor Europees voetbal na afloop van de reguliere competitie in 2005/06, is de KNVB verplicht een eindstand van de Eredivisie door te geven aan de UEFA aan de hand van deze play-offwedstrijden.
Bij deze eindstand staan clubs die zich hebben gekwalificeerd voor Europees voetbal hoger dan clubs die zich niet wisten te kwalificeren. Indien er geen verschil was tussen de eindnotering en de officiële eindstand, staat dit getal niet vermeld.

- Onderafdeling

Hier staat afgekort de naam van de onderafdeling indien de club in dat jaar in een onderafdeling uitkwam. Tevens staat deze afkorting in de legenda en wordt gelinkt naar het artikel over deze onderafdeling. Deze afkorting wordt alleen vermeld wanneer de club in het verleden in verschillende onderafdelingen heeft gespeeld. Deze vermelding is in de staaf altijd in kleine letters. Deze onderafdelingen zijn na het seizoen 1995/96 afgeschaft. Heeft de club in slechts één onderafdeling gespeeld, dan is dit alleen terug te vinden in de legenda.
Onder de staaf staat het jaartal vermeld waarin het seizoen is afgesloten. 15 verwijst naar het seizoen 2014/15 of eventueel het seizoen 1914/15.
Wanneer een staaf leeg is, zijn deze gegevens niet bekend. Het kan ook zijn dat de club dat seizoen niet heeft meegespeeld op het hogere amateurniveau, vroegtijdig de competitie heeft verlaten of uit de competitie is gezet.

In het seizoen 1944/45 was er wegens de Tweede Wereldoorlog geen regulier competitievoetbal.

## Bekende (oud)spelers en trainers
| Bert Abels Rein Baart Zoran Borojevic Rein Bosch Hazar Can Laura Geurts | Ron de Groot Leo Hermsen Pauke Meijers Frans Paymans (trainer) Tini van Reeken Eric van Rossum | Ron Schrievers Jo Sip Hans Verhagen Chris van der Weerden Ben Werts Grad Xhofleer |